# Over lichtende drempels
Over lichtende drempels is een boek van de Nederlandse schrijver Louis Couperus. Het omvat een bundel van vier sprookjes en een daaraan toegevoegd verhaal. Het boek werd in november 1902 bij L.J. Veen in Amsterdam uitgegeven.

## Achtergrond
Couperus heeft lang naar een titel gezocht; "Weêrschijn", "Astralen Dood" en "Sproken van Leven en Dood" waren in overleg tussen schrijver en uitgever afgevallen. Uiteindelijk is de bundel naar het grootste verhaal in het boek gaan heten. Couperus noemde dat verhaal een "novelle".
Couperus heeft de vier sprookjes als geschenk voor zijn vrouw, Elisabeth Couperus-Baud geschreven. Het honorarium, Couperus dacht aan duizend gulden, zou voor haar bestemd zijn geweest. In oktober 1901 sloot Couperus een contract af met uitgever Veen, de overeengekomen duizend gulden werd aan Couperus overgemaakt.
In juli 1902 werd door schrijver en uitgever afgesproken dat Over lichtende drempels aan de uitgave van de vier sprookjes zou worden toegevoegd. Het aanvullende honorarium voor iedere herdruk bedroeg 600 gulden. Het uitbreiden van de sprookjesbundel met het verhaal leidde tot een verandering van het karakter van de bundel en tot de zoektocht naar een passende titel. Couperus meende dat zijn nieuwe bundel een "goed figuur" sloeg en noemde het werk "bijna geheel märchenhaft".
De twee jaren rond de eeuwwisseling waren voor Couperus een productieve en drukke periode. Hij verhuisde naar Nice, reisde veel en schreef, om den brode, De boeken der kleine zielen.

## Inhoud
- Van de prinses met de blauwe haren

Dit sprookje werd in juli 1901 tijdens een vakantie in Berthemont geschreven. Het gaat over een zieke koningsdochter die geneest wanneer zij zich van haar liefde voor een jonge tovenaar bewust wordt. De tovenaar geeft haar goede raad en vat een grote liefde voor haar op. Dit sprookje is in september 1901 als voorpublicatie in De Gids 65 verschenen.
- Van de kristallen torens

Ook dit sprookje werd in juli 1901 tijdens een vakantie in Berthemont geschreven. Het gaat over een dochter van de uit de Arthurlegende bekende tovenaar Merlijn. Zij zit gevangen in een toren. Zij wordt verliefd op de, ook al in een toren opgesloten, jongeman. De man is haar broer, maar hij is voorbestemd om haar echtgenoot te worden. Hier is het thema quasi wagneriaans. Aan het einde van het verhaal verenigen zich niet de lichamen, maar de beide zielen en deze zielen huwen elkaar. De zielen ontmoeten elkaar in het licht van een ster, voor Couperus het symbool van het zielehuwelijk zoals dat eerder in Metamorfoze voorkwam.
Dit sprookje is in november 1901 als voorpublicatie in De Gids 65 verschenen.
- Over lichtende drempels

Dit verhaal handelt over de dood die geen werkelijk afscheid is, een indertijd populair thema waarin de geest van een gestorvene, middels haar Astraallichaam, alsnog ingrijpt in de wereld van de levenden. Het verhaal is door de theosofie beïnvloed en had eerder "De astrale dood" zullen heten.
- Van dagen en seizoenen

Ook dit sprookje werd in juli 1901 tijdens een vakantie in Berthemont geschreven. Het gaat over de dood, de dood die een einde aan het leven maakt om de weg naar een leven ná de dood te openen. Dat alles aan deze zijde van het graf vergankelijk is wordt geïllustreerd met het beeld van een klein jongetje dat de door hem gevangen vlinders in zijn handen ziet sterven. Frédéric Bastet noemt het verhaal in zijn biografie een "theosofisch" verhaal en "duidelijk voor zichzelf geschreven".
Dit sprookje is in maart 1902 als voorpublicatie in De Gids 66 verschenen.
- Van de onzalige erfenis

Dit verhaal werd in september 1901 in Nice voltooid. Een heks heeft de ziel van een rijke erfgenaam in haar macht.
De ziel wordt gered door een maagdelijke blanke jonkvrouw. Dit sprookje is in maart 1902 als voorpublicatie in De Gids 66 verschenen.
Couperus schreef Veen dat hij de lectuur van de sprookjes alleen wanneer deze in een "erg etherische stemming" was kon aanbevelen. De lezer moest "van een kristalijnen ziele-onschuld" zijn.

## Uitgaven

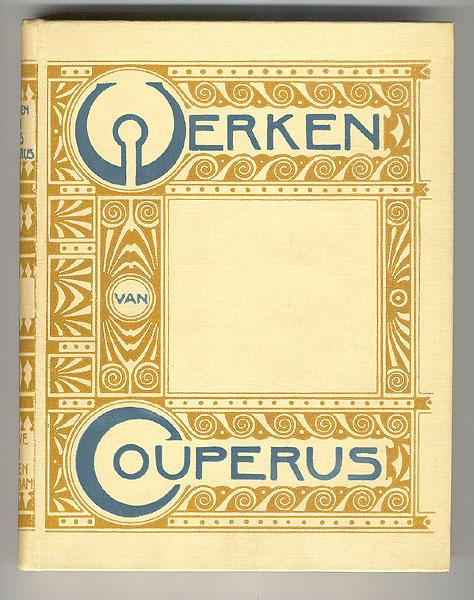
De band die door Hendrik Petrus Berlage werd ontworpen voor het verzameld werk van Couperus. Ook Over lichtende drempels in deze band verschenen. Op voorzijde kwam de titel in rode letters te staan.

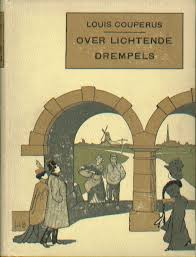
De door Couperus verafschuwde tekening van Johan Braakensiek

Het verhaal "De Astrale Dood" was door Couperus aan de redactie van De Gids gestuurd. Daar werd het verhaal echter niet geschikt bevonden voor publicatie. Het was daarvoor "te theosofiesch" en ook "onzedelijk". Couperus was in deze periode geïnteresseerd in het de theosofie en in het "leven na de dood". Zo kwam Couperus ertoe om De Astrale Dood aan Veen aan te bieden zodat de bundel sprookjes "een dik boek" zou worden. Uitgever en schrijver hebben veel gecorrespondeerd over de titel en de kwestie of De Astale Dood nu wel of niet apart zou moeten verschijnen. Uiteindelijk zou het verhaal als "Over lichtende drempels" mèt de sprookjes worden gebundeld en de naam aan die bundel geven.
Op 30 juni 1902 heeft Veen aan de Vlaamse tekenaar Julius de Praetere gevraagd om voor Over lichtende drempels een band te tekenen. De Vlaming ontving een proef van de druk opdat hij de sfeer van het werk zou leren kennen.
In oktober 1902 liet Veen 3000 boeken drukken, 1000 exemplaren binden en 1500 exemplaren innaaien. Zo bleven 500 vellen over die, zoals bij Veen vaak gebeurde, in plano werden bewaard. In februari 193 waren 1350 van de 2500 boeken verkocht. Het boek was volgens Veen "voor het grootste deel van het publiek te moeilijk". De in die tijd belangrijke leesgezelschappen en leesbibliotheken kochten het boekje niet.
In 1905 werd Over lichtende drempels een van de delen van de "Werken van Louis Couperus" die in de door Hendrik Petrus Berlage ontworpen band werden uitgegeven. Veen had in 1906 nog 1440 exemplaren in voorraad. In 1914 werd het boek als deel van de serie "Vrienden in Huis" uitgegeven. Daarvoor werd de voorraad in plano bewaarde vellen aangesproken.
Die serie werd verkocht in een band van Johan Braakensiek waarop een molen, een boer en een boerin waren afgebeeld. Couperus liet Veen weten dat hij over de combinatie van zijn werk met zo'n "burgerlijke" band verontwaardigd was.
Van Over lichtende drempels is tijdens het leven van Couperus slechts één druk, in verschillende banden, verschenen. In 1993 verscheen een wetenschappelijke uitgave.
De handschriften en de door Couperus en zijn vrouw in het net uitgeschreven kopijhandschriften worden in het Letterkundig Museum in Den Haag bewaard. Het kopijhandschrift van Van de onzalige erfenis is onvolledig bewaard gebleven.

## Receptie
Een recensent die tekent met "H.S." schrijft in "Onze Eeuw" dat Over lichtende drempels "Ueber’-literatuur"is, hij spreekt van "buitensporig-fantastische geschiedenissen" en stelt dat Over lichtende drempels een werk is waarin de lezer kan "zwemmen in de extase en waarbij ge het boek dichtslaat met de vraag in uw hart: welke sterkere emotie zal na deze lectuur weer voor mij kunnen volgen". H.S. was H. Smissaert.